# Gheorghe Vrăneanțu
Ion Gheorghe Vrăneanțu (n. 28 februarie 1939, Timișoara – d. 18 noiembrie 2006, Pitești) a fost un pictor român.

## Expoziții
- 1967 – Expoziție de grup de artă românească la Varșovia
- 1969 – Expoziție de grup de artă românească la Köln
- 1972 - Expoziție de grup de artă românească la Moscova
- 1973 – Expoziție de grup de artă românească la Osaka, Memphis, San Francisco
- 1974 – Expoziție de grup de artă românească la Viena, Sofia, Bremen, Hamburg și Australia

Are lucrări la Muzeul Brukenthal din Sibiu, Palatele Culturii din Iași și în colecții particulare din Franța, Marea Britanie și Australia.

## Premii
- 1969 – Premiul Criticii al UAP